# Out of Control
Out of Control és un telefilm britànic del 2002 dirigit per Dominic Savage per a la BBC. Tamzin Outhwaite interpreta Shelley Richards, una mare soltera empobrida, el fill de la qual, Dean (Danny Young), està involucrat en una sèrie de crims que causen el seu empresonament en un reformatori.
David Morrissey interpreta al guàrdia de la presó Mike, que intenta evitar que Dean es fiqui en problemes, però té dificultats per vigilar-lo tot el temps. Després d'un assetjament continuat al reformatori, Dean ja no és capaç de fer front i pren una decisió fatal. Out of Control és el tercer en una trilogia de pel·lícules de Savage sobre privació social, després de Nice Girl (2000) i When I Was Twelve (2001).

## Producció
Out of Control va rebre llum verda l'abril del 2002 de la Controladora Comissionada de Drames de la BBC Jane Tranter, sota el títol de treball The Young Offenders. Savage va dur a terme mesos d'investigació sobre els delictes dels nois joves i sobre l'estil de vida dels interns del reformatori. David Morrissey va seguir els funcionaris de presons al reformatori Lancaster Farms durant algunes setmanes. Out of Control va ser filmada a Lancaster Farms. Savage va escriure els guions però elsva deixar als actors perquè improvisessin el seu diàleg, de manera que no "semblessin massa articulats".

## Retransmissió
Out of Control es va emetre a la BBC One el 15 de setembre del 2002 com un dels components essencials del dia "Cracking Crime" de la BBC. Només va rebre 4,1 milions d'espectadors (un 21,9% de quota d'audiència), resultat d'haver estat programat davant d'un nou episodi de Midsomer Murders d'ITV.

## Recepció
La recepció crítica va ser positiva, especialment sobre Tamzin Outhwaite. Outhwaite havia actuar anteriorment a la telenovel·la de la BBC EastEnders, que l'havia convertit en "pinso de tabloide". Ella va quedar satisfeta per l'entusiasta rebuda que va obtenir Out of Control got. Aquest drama va guanyar el Premi Michael Powell a la millor pel·lícula britànica al Festival Internacional de Cinema d'Edimburg de 2002 i el premi Serials & Single Drama de la Royal Television Society de 2002.

## Repartiment
- Leo Gregory - Sam
- Akemnji Ndifornyan - Danny
- Tamzin Outhwaite - Shelley
- Danny Young - Dean
- Bronson Webb - Charlie-Boy
- Jamie Foreman - Jim
- David Morrissey - Mike
- Frank Harper – Pare de Sam
- Joanne Adams - Michelle
- La Charne Jolly - Louise
- Lewis McKenzie - Louis
- Alison Scott - Monique
- Rafe Spall - Ray
- Troy Glasgow - Justin
- Teon Blake - Li
- Mark Benton - Governor
- Chelsea S. Gooding - Germana de Dean
- Sharon Henry – Mare de Danny
- Jaeger Phipps – Germana de Danny